# Bragéebackens naturreservat
Bragéebackens naturreservat är ett naturreservat i Krokoms kommun i Jämtlands län.
Området är naturskyddat sedan 2018 och är 83 hektar stort. Reservatet ligger söder om Lövsjön och består av tallskog med stråk av granskog.